# (149115) Lauriecantillo
(149115) Lauriecantillo est un astéroïde de la ceinture principale.

## Description
(149115) Lauriecantillo est un astéroïde de la ceinture principale. Il fut découvert le 8 février 2002 à Kitt Peak par Marc William Buie. Il présente une orbite caractérisée par un demi-grand axe de 3,05 UA, une excentricité de 0,13 et une inclinaison de 11,2° par rapport à l'écliptique.